# جمعية مساندة الكفاح الفلسطيني
هي جمعية مغربية تعود نشأتها إلى سنة 1968 بعد هزيمة يونية 1967

## إنجازاتها
بلغت أوج استقطابها للجماهير المغربية التي استجابت في منتصف أبريل ( نيسان) 2002 بالمشاركة في مسيرة المليون مواطن، وهي المسيرة التي جابت شوارع العاصمة المغربية تضامنا مع الشعب الفلسطيني وتنديدا بالمذابح التي ترتكبها القوات الإسرائيلية. 
وتزعمت الجمعية آنذاك حملة واسعة لمناهضة كل مظاهر التطبيع مع إسرائيل ومقاطعة منتوجات الشركات الأميركية المؤيدة لإسرائيل.